# Paroplapoderus punctatus
Paroplapoderus punctatus là một loài bọ cánh cứng trong họ Attelabidae. Loài này được Pic miêu tả khoa học năm 1928.